# Osseo, Minnesota
Osseo är en ort i Hennepin County i Minnesota. Vid 2010 års folkräkning hade Osseo 2 430 invånare.